# Paspalum dedeccae
Paspalum dedeccae là một loài thực vật có hoa trong họ Hòa thảo. Loài này được Quarín mô tả khoa học đầu tiên năm 1975.